# Segunda ronda de la Clasificación de Concacaf para la Copa Mundial de Fútbol de 2010
La Segunda ronda de la Clasificación de Concacaf para la Copa Mundial de Fútbol de 2010 contó con la participación de las 13 mejores selecciones de Concacaf según el ranking de la FIFA, más las 11 selecciones que superaron la primera ronda. El sorteo de los cruces se llevó a cabo en Durban el 27 de noviembre de 2007.

## Partidos
| Equipo 1                     | Agr.    | Equipo 2              | Ida     | Vuelta  |
| Grupo 1                      | Grupo 1 | Grupo 1               | Grupo 1 | Grupo 1 |
| ---------------------------- | ------- | --------------------- | ------- | ------- |
| Estados Unidos               | 9–0     | Barbados              | 8–0     | 1–0     |
| Guatemala                    | 9–1     | Santa Lucía           | 6–0     | 3–1     |
| Trinidad y Tobago            | 3–2     | Bermudas              | 1–2     | 2–0     |
| Antigua y Barbuda            | 3–8     | Cuba                  | 3–4     | 0–4     |
| Grupo 2                      |         |                       |         |         |
| Belice                       | 0–9     | México                | 0–2     | 0–7     |
| Jamaica                      | 13–0    | Bahamas               | 7–0     | 6–0     |
| Honduras                     | 6–2     | Puerto Rico           | 4–0     | 2–2     |
| San Vicente y las Granadinas | 1–7     | Canadá                | 0–34    | 1–4     |
| Grupo 3                      |         |                       |         |         |
| Granada                      | 2–5     | Costa Rica            | 2–2     | 0–3     |
| Surinam                      | 3–1     | Guyana                | 1–0     | 2–1     |
| Panamá                       | 2–3     | El Salvador           | 1–0     | 1–3     |
| Haití                        | 1–0     | Antillas Neerlandesas | 0–0     | 1–0     |

## Grupo 1

### Grupo 1A
| 15-6-2008 | Estados Unidos                                                                                 | 8–0     | Barbados | The Home Depot Center, Carson                                       |                                                                     |
|           | Dempsey 1' 63' · Bradley 12' · Ching 20' 89' · Donovan 59' · Johnson 82' · Ferguson 86' (a.g.) | Reporte |          | Asistencia: 11 476 espectadores Árbitro(s): Marco Antonio Rodríguez | Asistencia: 11 476 espectadores Árbitro(s): Marco Antonio Rodríguez |

| 22-6-2008 | Barbados | 0–1 (Global 0-9) | Estados Unidos | Kensington Oval, Bridgetown                              |                                                          |
|           |          | Report Reporte]  | Lewis 21'      | Asistencia: 2000 espectadores Árbitro(s): Roberto Moreno | Asistencia: 2000 espectadores Árbitro(s): Roberto Moreno |

### Grupo 1B
| 14-6-2008 | Guatemala                                                  | 6–0     | Santa Lucía | Estadio Mateo Flores, Guatemala City                         |                                                              |
|           | Rodríguez 6' · Ruiz 36', 40', 58', 90+3' · Trigueros 90+1' | Reporte |             | Asistencia: 24 600 espectadores Árbitro(s): Benito Archundia | Asistencia: 24 600 espectadores Árbitro(s): Benito Archundia |

| 21-6-2008                                               | Santa Lucía | 1–3 (Global 1-9) | Guatemala                       | Los Angeles Memorial Coliseum, Los Ángeles, Estados Unidos    |                                                               |
|                                                         | McPhee 45'  | Reporte          | Romero 24', 43' · Trigueros 86' | Asistencia: 12 000 espectadores Árbitro(s): Enrico Wijngaarde | Asistencia: 12 000 espectadores Árbitro(s): Enrico Wijngaarde |
| Santa Lucía jugó su partido de local en Estados Unidos. |             |                  |                                 |                                                               |                                                               |

### Grupo 1C
| 15-6-2008 | Trinidad y Tobago | 1–2     | Bermudas     | Marvin Lee Stadium, Macoya                               |                                                          |
|           | John 22'          | Reporte | Nusum 8' 40' | Asistencia: 4585 espectadores Árbitro(s): Wálter Quesada | Asistencia: 4585 espectadores Árbitro(s): Wálter Quesada |

| 22-6-2008 | Bermudas | 0–2 (Global 2-3) | Trinidad y Tobago     | Bermuda National Stadium, Hamilton                      |                                                         |
|           |          | Reporte          | Roberts 9' · John 66' | Asistencia: 5000 espectadores Árbitro(s): Carlos Batres | Asistencia: 5000 espectadores Árbitro(s): Carlos Batres |

### Grupo 1D
| 17-6-2008 | Antigua y Barbuda          | 3–4     | Cuba                                                        | Sir Vivian Richards Stadium, St. John's                  |                                                          |
|           | Skepple 9' 13' · Simon 81' | Reporte | Colomé 10' 74' · Garfield Gonsalves 22' (a.g.) · Duarte 85' | Asistencia: 4500 espectadores Árbitro(s): Roberto Moreno | Asistencia: 4500 espectadores Árbitro(s): Roberto Moreno |

| 22-6-2008 | Cuba                                | 4–0 (Global 8-3) | Antigua y Barbuda | Estadio Pedro Marrero, La Habana                         |                                                          |
|           | Linares 10' 45+2' 53' · Márquez 69' | Reporte          |                   | Asistencia: 2000 espectadores Árbitro(s): Wálter Quesada | Asistencia: 2000 espectadores Árbitro(s): Wálter Quesada |

## Grupo 2

### Grupo 2A
| 15-6-2008                                          | Belice | 0–2     | México                           | Reliant Stadium, Houston, Estados Unidos                     |                                                              |
|                                                    |        | Reporte | Vela 66' · Borgetti 90+2' (pen.) | Asistencia: 50 137 espectadores Árbitro(s): Javier Santillán | Asistencia: 50 137 espectadores Árbitro(s): Javier Santillán |
| Belice jugó su partido de local en Estados Unidos. |        |         |                                  |                                                              |                                                              |

| 21-6-2008 | México | 7–0 (Global 9-0) | Belice | Estadio Universitario, Monterrey                            |                                                             |
|           |        | Reporte          |        | Asistencia: 42 000 espectadores Árbitro(s): Silviu Petrescu | Asistencia: 42 000 espectadores Árbitro(s): Silviu Petrescu |

### Grupo 2B
| 15-6-2008 | Jamaica                                                                            | 7–0     | Bahamas | Independence Park, Kingston                                  |                                                              |
|           | Gardner 17' · Phillips 23' · King 34' · Shelton 51' 66' · Goodison 75' · Daley 89' | Reporte |         | Asistencia: 20 000 espectadores Árbitro(s): Mauricio Navarro | Asistencia: 20 000 espectadores Árbitro(s): Mauricio Navarro |

| 18-6-2008                                             | Bahamas | 0–6 (Global 0-13) | Jamaica                                                    | Greenfield Stadium, Daniel Town, Jamaica                     |                                                              |
|                                                       |         | Reporte           | Burton 29' 56' · Shelton 35' 38' (pen.) 43' · Marshall 40' | Asistencia: 10 500 espectadores Árbitro(s): Benito Archundia | Asistencia: 10 500 espectadores Árbitro(s): Benito Archundia |
| Bahamas decidió jugar su partido de local en Jamaica. |         |                   |                                                            |                                                              |                                                              |

### Grupo 2C
| 4-6-2008 | Honduras                                     | 4–0     | Puerto Rico | Estadio Olímpico Metropolitano, San Pedro Sula                |                                                               |
|          | de León 25' · Palacios 51' · Suazo 52' 90+2' | Reporte |             | Asistencia: 20 000 espectadores Árbitro(s): Courtney Campbell | Asistencia: 20 000 espectadores Árbitro(s): Courtney Campbell |

| 14-6-2008 | Puerto Rico                   | 2–2 (Global 2-6) | Honduras                 | Estadio Juan Ramón Loubriel, Bayamón                               |                                                                    |
|           | Megaloudis 32' · Villegas 41' | Reporte          | Suazo 23' · Palacios 52' | Asistencia: 5000 espectadores Árbitro(s): Walter López Castellanos | Asistencia: 5000 espectadores Árbitro(s): Walter López Castellanos |

### Grupo 2D
| 15-6-2008 | San Vicente y las Granadinas | 0–3     | Canadá                              | Arnos Vale Stadium, Kingstown                           |                                                         |
|           |                              | Reporte | Nakajima-Farran 32' · Gerba 43' 88' | Asistencia: 5000 espectadores Árbitro(s): Carlos Batres | Asistencia: 5000 espectadores Árbitro(s): Carlos Batres |

| 20-6-2008 | Canadá                             | 4–1 (Global 1-7) | San Vicente y las Granadinas | Saputo Stadium, Montreal                                 |                                                          |
|           | De Rosario 29' 50' · Gerba 38' 63' | Reporte          | James 76'                    | Asistencia: 11 502 espectadores Árbitro(s): Joel Aguilar | Asistencia: 11 502 espectadores Árbitro(s): Joel Aguilar |

## Grupo 3

### Grupo 3A
| 14-6-2008 | Granada                      | 2–2     | Costa Rica                | Grenada National Stadium, St. George's                  |                                                         |
|           | P. Modeste 20' · Roberts 27' | Reporte | Alonso 42' · V. Núñez 75' | Asistencia: 10 000 espectadores Árbitro(s): Neal Brizan | Asistencia: 10 000 espectadores Árbitro(s): Neal Brizan |

| 21-6-2008 | Costa Rica                            | 3–0 (Global 5-2) | Granada | Estadio Ricardo Saprissa Aymá, Tibás                     |                                                          |
|           | Saborío 17' · Ruiz 30' · Azofeifa 89' | Reporte          |         | Asistencia: 16 000 espectadores Árbitro(s): Jair Marrufo | Asistencia: 16 000 espectadores Árbitro(s): Jair Marrufo |

### Grupo 3B
| 14-6-2008 | Surinam       | 1–0     | Guyana | André Kamperveen Stadion, Paramaribo                    |                                                         |
|           | Sandvliet 52' | Reporte |        | Asistencia: 3000 espectadores Árbitro(s): José Guerrero | Asistencia: 3000 espectadores Árbitro(s): José Guerrero |

| 22-6-2008 | Guyana         | 1–2 (Global 1-3) | Surinam                      | Providence Stadium, Georgetown                                |                                                               |
|           | Codrington 84' | Reporte          | van Dijk 11' · Sandvliet 36' | Asistencia: 12 000 espectadores Árbitro(s): Courtney Campbell | Asistencia: 12 000 espectadores Árbitro(s): Courtney Campbell |

### Grupo 3C
| 15-6-2008 | Panamá     | 1–0     | El Salvador | Estadio Nacional de Panamá, Panama City                       |                                                               |
|           | Tejada 21' | Reporte |             | Asistencia: 22 150 espectadores Árbitro(s): Enrico Wijngaarde | Asistencia: 22 150 espectadores Árbitro(s): Enrico Wijngaarde |

| 22-6-2008 | El Salvador                            | 3–1 (Global 3-2) | Panamá     | Estadio Cuscatlán, San Salvador                                     |                                                                     |
|           | Quintanilla 70' 83' (pen.) · Anaya 87' | Reporte          | Garcés 14' | Asistencia: 27 420 espectadores Árbitro(s): Marco Antonio Rodríguez | Asistencia: 27 420 espectadores Árbitro(s): Marco Antonio Rodríguez |

### Grupo 3D
| 15-6-2008 | Haití | 0–0     | Antillas Neerlandesas | Stade Sylvio Cator, Port-au-Prince                     |                                                        |
|           |       | Reporte |                       | Asistencia: 6000 espectadores Árbitro(s): Joel Aguilar | Asistencia: 6000 espectadores Árbitro(s): Joel Aguilar |

| 22-6-2008 | Antillas Neerlandesas | 0–1 (Global 0-1) | Haití             | Stadion Ergilio Hato, Willemstad                      |                                                       |
| |                       | Reporte          | Martha 77' (a.g.) | Asistencia: 9000 espectadores Árbitro(s): Neal Brizan | Asistencia: 9000 espectadores Árbitro(s): Neal Brizan |
| Último partido de clasificación al mundial de Antillas Neerlandesas. A partir de la siguiente eliminatoria pasa a ser Curazao. |                       |                  |                   |                                                       |                                                       |